# Iosif Petran
Iosif Petran, pseudonimul literar al lui Iosif Pocler, (n. 14 iunie 1932, comuna Dudești-Cioplea, județul Ilfov - d. 2005) a fost un poet și dramaturg româno-israelian. 

## Biografie
S-a născut într-o familie evreiască din vecinătatea Bucureștilor sub numele de Iosif Pocler. A studiat la Liceul „Cultura Max Aziel”, apoi la Liceul „I. L. Caragiale” și Liceul teoretic evreiesc din București, după care a absolvit cursurile Institutului Pedagogic, secția franceză-română. A lucrat ca funcționar în Ministerul de Externe, apoi ca muncitor necalificat la Fabrica de mase plastice din București și ca profesor la școala din comuna Uzunu și la Școala Tei din București. A emigrat în 1972 în Israel, unde a lucrat ca funcționar la Societatea de Telefoane din Tel Aviv.
A desfășurat o activitatea publicistică și literară. A scris romane (Contratimp, 1968; Faruri de ceață, 1970; Moartea a doua, 1971; Portul pustiu, 1997), proză scurtă (Lișița, 1965; Fotografii mișcate, 1967; Soarta altuia, 1970; Alături de foc, 1982) și piese de teatru (Pereții albi, 1971). De asemenea, a tradus două cărți. Publicistica sa a apărut în revistele Luceafărul, Convorbiri literare și Gazeta literară, fiind distins în 1964 cu Premiul revistei Gazeta literară. A dramatizat mai multe scrieri literare românești pentru Teatrul Național Radiofonic printre care: Enigma Otiliei de George Călinescu, Donna Alba de Gib. I. Mihăescu, Tănase Scatiu de Duiliu Zamfirescu, „În vreme de război” de I.L. Caragiale și Podul de piatră de Dumitru Radu Popescu.
Și-a continuat activitatea publicistică în Israel, colaborând, sub pseudonimele I. Eban, I. Stern și F. Talla, cu cronici literare și artistice în revistele în limba română Viața noastră, Adevărul, Izvoare, Facla, Revista mea și Orient Expres. A îndeplinit o perioadă și funcția de redactor-șef la Revista mea, după ce Adrian Zahareanu a vândut revista unui anume Himmelfarb. Într-o recenzie a cărții Holocaustul uitat de Ion C. Butnaru, intitulată „Să nu uităm!” și publicată în nr. 1149 din 10 mai 1985 al publicației Revista mea, scriitorul Iosif Petran afirma că „de la pașoptiști la Iuliu Maniu, poporul român s-a comportat cu bestialitate față de cetățenii români de etnie evreiască”. Liderul național-țărănist Corneliu Coposu a fost indignat de această afirmație și i-a scris la 20 octombrie 1985 o scrisoare lui Petran în care apăra memoria lui Iuliu Maniu; scrisoarea a fost găsită între documentele Consiliului Național pentru Studierea Arhivelor Securității.
A decedat în anul 2005.

## Opera
- Lișița, proză scurtă, București, 1965;
- Fotografii mișcate, proză scurtă, București, 1967;
- Contratimp, roman, București, 1968;
- Faruri de ceață, roman, București, 1970;
- Soarta altuia, proză scurtă, București, 1970;
- Moartea a doua, roman, București, 1971;
- Pereții albi, teatru, București, 1971;
- Alături de foc, proză scurtă, Tel Aviv, 1982;
- Portul pustiu, roman, București, 1997.

## Traduceri
- Eric Westphal, Vara neagră, București, 1971;
- Guy de Maupassant, Mai tare ca moartea, București, 1972.